# پارک ملی زنگزور
پارک ملی زنگزور (به لاتین: Zangezur National Park) یک پارک ملی در جمهوری آذربایجان است که در شهرستان اردوباد واقع شده‌است.